# Динамо (футбольный клуб, Челябинск)
«Дина́мо» Челябинск — советский футбольный клуб из Челябинска.

## История
Клуб был создан в 1936 году. В первом розыгрыше Кубка СССР «Динамо» 18 июля в 1/64 финала встречалось с омским «Спартаком». Благодаря дублю Г. Фальковского и мячу Исакова челябинская команда выиграла 3:1. В 1/32 финала динамовцы из-за неявки на матч с казанскими одноклубниками получили техническое поражение.
В 1937 «Динамо» стартовало в группе «Д», в зоне Города Востока. В своей группе команда заняла второе место, набрав одинаковое количество очков со свердловским «Динамо», которое стало первым. До войны челябинцы ещё два раза участвовали в Кубке СССР, в 1937 и 1938 годах, но оба раза они не прошли дальше 1/64 финала.
В период своего существования команда считалась лучшей в регионе. В конце 1930-х в неё пришли вратарь Харлампий Иванов, ставший капитаном, и играющий тренер Иван Бугров.
В 1946 году «Динамо» заняло второе место в третьей группе и благодаря этому перешло во вторую группу. Там команда провела три сезона, после чего прекратила своё существование. В Кубке СССР 1947 клуб добился самого значимого успеха в своей истории: «Динамо» дошло до 1/8 финала, где лишь в переигровке уступило ворошиловоградскому «Динамо». Оба матча 1/8 финала проходили в Москве, на стадионе «Сталинец».

## Статистика
| Сезон (чемпионат/первенство) | Лига (результаты)                    | Лига (результаты) | Лига (результаты) | Лига (результаты) | Лига (результаты) | Лига (результаты) | Лига (результаты) | Лига (результаты) | Лига (результаты) | Сезон (Кубок СССР) |
| Сезон (чемпионат/первенство) | Дивизион                             | И                 | В                 | Н                 | П                 | МЗ                | МП                | О                 | Место             | Сезон (Кубок СССР) |
| ---------------------------- | ------------------------------------ | ----------------- | ----------------- | ----------------- | ----------------- | ----------------- | ----------------- | ----------------- | ----------------- | ------------------ |
| 1936                         | —                                    | —                 | —                 | —                 | —                 | —                 | —                 | —                 | —                 | 1/32               |
| 1937                         | Группа «Д» (Группа «Города Востока») | 7                 | 5                 | 1                 | 1                 | 26                | 7                 | 17                | 1                 | 1/64               |
| 1938                         | —                                    | —                 | —                 | —                 | —                 | —                 | —                 | —                 | —                 | 1/64               |
| 1946                         | Третья группа, Уральская зона РСФСР  | ?                 | ?                 | ?                 | ?                 | ?                 | ?                 | ?                 | 2                 | —                  |
| 1947                         | Вторая группа, II зона РСФСР         | 18                | 10                | 1                 | 7                 | 35                | 24                | 21                | 4                 | 1/8                |
| 1948                         | Вторая группа, II зона РСФСР         | 24                | 9                 | 6                 | 9                 | 39                | 39                | 24                | 7                 | —                  |
| 1949                         | Вторая группа, II зона РСФСР         | 26                | 11                | 7                 | 8                 | 36                | 33                | 29                | 6                 | 1/16               |